# Megachasma
Megachasma is een geslacht van kraakbeenvissen uit de familie van de Megachasmidae.

## Soort
- Megachasma pelagios Taylor, Compagno & Struhsaker, 1983 – Reuzenbekhaai